# Bengaliinae
Bengaliinae (лат.) — подсемейство двукрылых из семейства каллифорид.

## Описание
Отличительными особенностями подсемейства являются преимущественно жёлтая окраска тела и отсутствие коксоплевральной полосы на бочках груди, а анальная жилка достигает края крыла.

## Экология
Личинки родов Auchmeromyia, Booponus, Cordylobia, Pachychoeromyia являются паразитами позвоночных животных и человека, вызывают миазы. Развитие личинок родов Bengalia, Mafikengia, Termitocalliphora, Tricyclea и Verticia происходит в муравейниках и/или термитниках.

## Классификация
Разные авторы рассматривают таксон или как самостоятельное семейство Bengalidae, или как подсемейство каллифорид. 
В мировой фауне 13 родов.
- Auchmeromyia Brauer & Bergenstamm, 1891
- Bengalia Robineau-Desvoidy, 1830
- Booponus Aldrich, 1923
- Coganomyia Dear, 1977
- Cordylobia Grünberg, 1903
- Hemigymnochaeta Corti, 1895
- Mafikengia Rognes, 2011
- Pachychoeromyia Villeneuve, 1920
- Termitocalliphora Bauristhene in Pont, 1980
- Termitoloemus Baranov, 1936
- Tricyclea Wulp, 1885
- Tricycleala Villeneuve, 1937
- Verticia Malloch, 1927

## Распространение
Подсемейство распространено преимущественно в Афротропике и Ориентальной области, а также отдельные представители встречаются в Голарктике и Неотропике.